# Justina Casagli
Justina Kristina Casagli (geborene Wässelius; * 4. Oktober 1794 in Stockholm; † 1841 in Parma) war eine schwedische Opernsängerin (Sopran).

## Leben
Justina Casagli war achtes Kind eines Tapisseriefabrikanten. Ihre ältere Schwester, Marie Jeannette Wässelius, war ebenfalls Sängerin. Ab 1805 studierte sie am Königlichen Dramatischen Theater in Stockholm.
Im Februar 1812 heiratete sie den Tänzer Lodovico Casagli (1769–1831) und trat seit dieser Zeit unter dem Namen Casagli auf.
Im April 1812 wurde sie an die Königliche Oper in Stockholm engagiert. Ihre ersten Bühnenerfolge feierte sie in Opern von Wolfgang Amadeus Mozart. Sie sang unter anderem den Cherubino in Le nozze di Figaro, die Zerlina in Don Giovanni und die Papagena in Die Zauberflöte. Zeitgenössische Kritiken rühmten ihre schöne und biegsame Stimme, ihr attraktives Äußeres und ihren Charme als Bühnendarstellerin.
1818 verließ sie mit ihrem Ehemann Schweden und ging nach Italien, wo sie in der Folgezeit lebte und hauptsächlich auftrat. Sie sang dort 1820 in Turin in der Oper La Cenerentola von Gioacchino Rossini. Die Aufführung wurde 28. Mal ensuite gespielt und wurde für Casagli zu einem triumphalen Erfolg. 1823 trat sie in Rom in Rossinis Oper La donna del lago 1827 wirkte sie in Lucca in einer Produktion der komischen Oper Il matrimonio segreto (Die heimliche Ehe) von Domenico Cimarosa auf.
Im Jahr 1827 wurde sie als erste schwedische Sängerin auf Lebenszeit an das Nationaltheater München berufen. Nach dem Tod ihres Mannes kehrte Casagli 1831 zunächst nach Schweden zurück. Allerdings kam es zu keinem neuen Engagement an der Königlichen Oper in Stockholm. Der damalige Direktor der Oper, Graf Lagerbjelke, befürchtete, dass ihre Stimme mittlerweile verbraucht sei. Außerdem war ihre Stelle inzwischen mit der Sopranistin Henriette Widerberg anderweitig besetzt.
Casagli kehrte daraufhin wieder nach Italien zurück und lebte in Parma. Zeitgenössischen Quellen zufolge stürzte sie sich 1841 in einem Anfall von Depression, der wohl auch durch finanzielle Probleme ausgelöst wurde, aus einem Fenster und starb durch Suizid.